# Chaetodon wiebeli

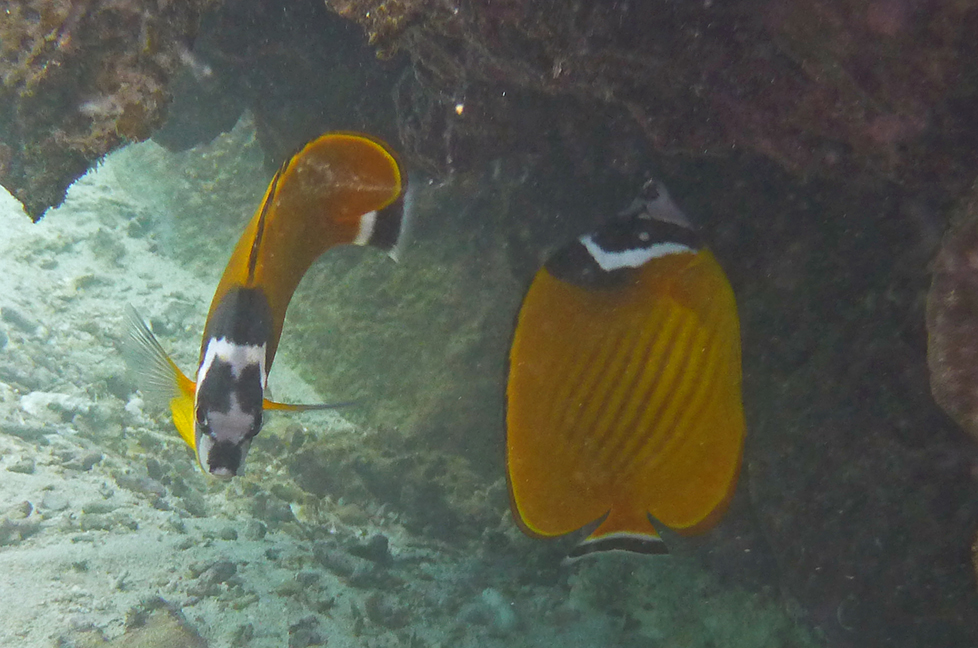
En el ejemplar de la izquierda se pueden apreciar las franjas de la cabeza

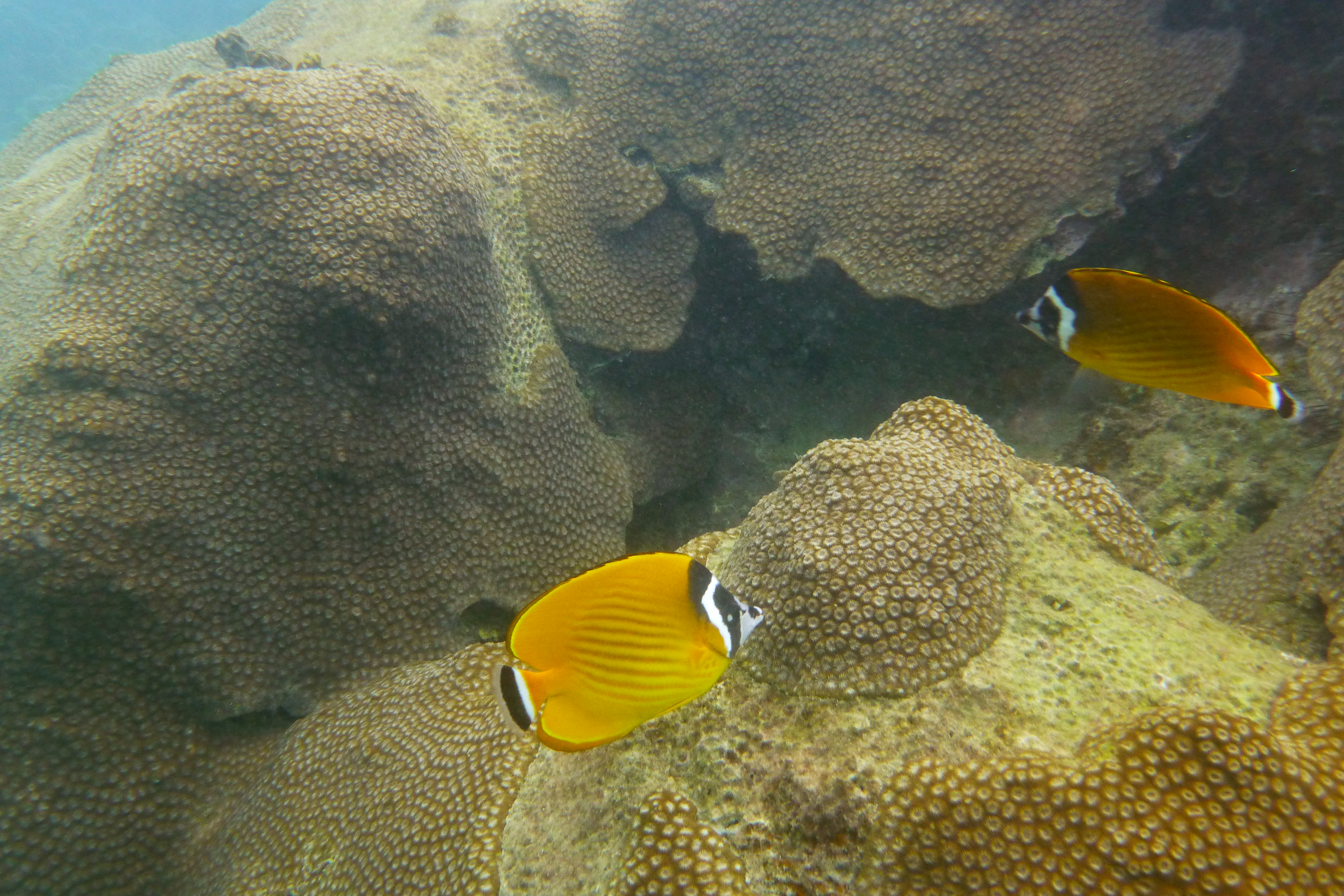
Pareja de C. wiebeli entre colonias de Montastraea, en Ko Tao, Tailandia

El Chaetodon wiebeli es una especie de pez mariposa de la familia Chaetodontidae. 
Es una especie generalmente común en su área de distribución.

## Morfología
Posee la morfología típica de su familia, cuerpo ovalado y comprimido lateralmente. 
La coloración general del cuerpo es amarillo dorado, con varias rayas diagonales de color rojizo oscuro que atraviesan el cuerpo. Las aletas dorsal y anal son del mismo color amarillo que el cuerpo, tienen una línea submarginal en color amarillo más claro, y con el margen en tono rojizo oscuro. La base de la aleta caudal es del color del cuerpo, tiene una franja vertical de color blanco y otra submarginal negra, el margen es incoloro. En la cabeza tiene una franja negra atravesando los ojos, tan característica del género, que en su caso tiene una blanca pegada y, a continuación, otra negra en la frente. La boca es blanca, con una mancha negra sobre el hocico y labio superior.
Tiene 12 o 13 espinas dorsales, entre 22 y 25 radios blandos dorsales, 3 espinas anales, y entre 18 y 20 radios blandos anales.
Alcanza los 19 cm de largo.

## Hábitat y distribución
Especie asociada a arrecifes, tanto coralinos, como rocosos. Normalmente se les ve solos, en parejas o en pequeños grupos.
Su rango de profundidad se sitúa entre 4 y 25 metros.
Se distribuye en aguas tropicales del océano Pacífico oeste, desde el sur de Corea y Japón, hasta el norte de Java y el golfo de Tailandia. Es especie nativa de Birmania; Camboya; China; Corea; Filipinas; Hong Kong; Indonesia; Japón; Tailandia; Taiwán y Vietnam.

## Alimentación
Se alimenta principalmente de algas bénticas, aunque también de pequeños invertebrados y pólipos coralinos.

## Reproducción
Son dioicos, o de sexos separados, ovíparos, monógamos, y de fertilización externa. El desove sucede antes del anochecer. Forman parejas durante la maduración para toda su vida, y durante el ciclo reproductivo, pero no protegen sus huevos y crías después del desove.